# Лютневі інструменти
Л́ютневі інструменти — це клас струнних музичних інструментів, назва яких походить від європейської лютні. Вони мають резонатор (корпус) і тісно з'єднаний з ним тримач струн, при цьому струни проходять паралельно верхній декці. У найпоширенішому типі — грифових лютнях — тримач струн у вигляді грифа виступає за межі корпусу. Меншу групу становлять йокові лютні (або ліри), у яких струни натягнені між корпусом і поперечиною, що спирається на дві бокові ручки. Третя, найменша група — лучкові лютні або плуріарки, що зустрічаються лише в Африці.
Це визначення будови, встановлене системою Горнбостеля-Закса, стосується як щипкових, так і смичкових інструментів.

## Класифікація

### Система Горнбостеля-Закса

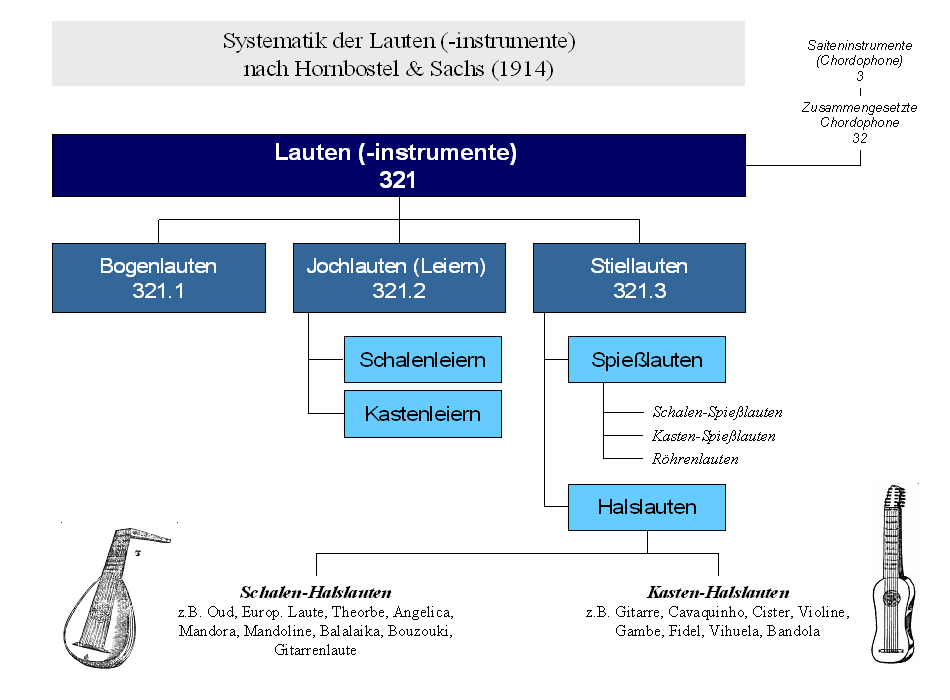
Систематика лютневих інструментів

Згідно з системою класифікації Горнбостеля-Закса, лютневі інструменти мають індекс 321 та поділяються на такі підгрупи:
- (321.1) Смичкові лютні, також плюріаркові, в яких одна струна прикріплена до кінця кількох вигнутих струнних опор. Група інструментів складається з різних конструкцій, що іноді ускладнює чітку класифікацію її як лютневий інструмент або музичний смичковий чи смичковий лютень чи ліра.
- (321.2) Йохові лютні (ліри), в яких струни закріплені між резонатором і поперечиною (йомком), що тримається двома вертикальними ручками. Античні ліри: кіфара, ліра. Східноафриканські ліри: крар, беганна, ендонго, н'ятіті, том. Арабські ліри: танбура, сімсімійя.
  - (321.21) Чашеподібні ліри: з округлим корпусом — ліра, танбура
  - (321.22) Коробчасті ліри: з корпусом у формі ящика — кіфара, беганна, крота.
- (321.3) Грифові лютні: мають гриф або шпиль, прикріплений до корпусу.
- (321.31) Шпилькові лютні: гриф проходить крізь корпус або вздовж його верхньої частини. За формою корпусу поділяються на:
  - Чашоподібні: раванастр
  - Циліндричні/трубчасті: банджо, ендінгіді, саньсянь, чунірі
  - Коробчасті: масенко, морінхур

Смичкові варіанти утворюють групу шпилькових скрипок (стильфіделей): рубаб, ребаб, каманче, джозе, імзад, годже, ендінгіді, ерху, сор у, чіванґ тощо.
- (321.32) Грифові лютні з прикріпленим грифом (не наскрізним):
  - (321.321) Чашегрифові лютні: танбур, уд, європейська лютня, теорба, колашоньє, мандоліна, кобза, домбра, біва, лютня-гітара, чонгурі, пандурі, гамбус, чаранго.
  - (321.322) Коробчастогрифові лютні: гітара, кавакінью, цистра, віола да гамба, віуела, бандора, бандура, бандола, укулеле, юецинь, фідель тощо.
- (321.33) Внутрішньошпилькові лютні: Струни проходять через отвір у деці й кріпляться до внутрішнього шпиля.
  - (321.331) Чашоподібні: більшість інструментів цієї групи (нгоні, халам, тідініт, тахардент, келелі)
  - (321.332) Коробчасті: марокканська гімбрі — єдиний приклад

## Інші способи класифікації

### За співвідношенням довжини корпусу і грифа
- Короткогрифові лютні: піпа, юечінь, уд
  - Типово мають зігнутий назад колковий ящик (як у піпи, уда, кобоза)
- Довгогрифові лютні: танбур, теорба, колашоньє, бузукі, домбра, саз, тар, сетар, ситара, віна, банджо, чіфтелія, саньсянь тощо
  - Перші зображення — шумерські та давньоєгипетські лютні з 2 тис. до н. е.

### За типом кріплення струн
- Інструменти з сідловим штифтом: вимагають більшого натягу струн. Струни проходять через місток до нижньої обичайки (скрипка, мандоліна, колісна ліра).
- Інструменти з поперечною планкою: струни прикріплені до планки на верхній деці, не потребують окремого містка (гітара, піпа, уд).